# 奧爾頓 (佛羅里達州)
奧爾頓（英語：Alton）是位於美國佛羅里達州拉法葉縣的一個非建制地區。該地的面積和人口皆未知。

## 地理
奧爾頓的座標為30°06′33″N 83°08′02″W / 30.10917°N 83.13389°W，而該地的平均海拔高度為25米（即82英尺）。